# Le Problème à trois corps (série télévisée, 2023)
Pour les articles homonymes, voir Le problème à trois corps (homonymie).
Pour la série Netflix, consultez l'article Le Problème à trois corps (série télévisée, 2024).
Le Problème à trois corps (en chinois : 三体 ; pinyin : sān tǐ) est une série télévisée chinoise de science-fiction basée sur le roman Le Problème à trois corps de Liu Cixin. La série a été diffusée pour la première fois le 15 janvier 2023.

## Synopsis
En 2007, Wang Miao, l'un des plus grands experts chinois en nanomatériaux, est engagé par Shi Qiang, un détective spécialisé dans la lutte contre le terrorisme, dans l'affaire d'étranges suicides apparents au sein de la communauté scientifique. Au cours de l'enquête, Wang Miao rencontre une mystérieuse organisation appelée Frontières de la Science et découvre la vérité sur le lien entre un monde extraterrestre dépeint dans un jeu vidéo populaire, les suicides apparents et le destin du monde.

## Distribution
- Zhang Luyi : Wang Miao
- Yu Hewei : Shi Qiang
- Chen Jin et Wang Ziwen : Ye Wenjie
- Lin Yongjian : général Chang Weisi
- Li Xiaoran : Shen Yufei
- Eric Wang : Ding Yi
- Kou Zhenhai : Ye Zhetai
- He Dujuan : Yang Dong
- Kenan Heppe : Mike Evans
- Mike Koltes : colonel Mike Williams

## Postérité
Un an après la sortie de la série télévisée, le conglomérat américain Netflix sort sa propre adaptation des romans. D'après l'analyste géopolitique Pierre Haski, cette adaptation américaine d'un produit culturel chinois de premier plan « relance l’hostilité entre Pékin et Washington, avec des accents de guerre froide ». Les autorités chinoises soulèvent notamment que les nationalités de certains personnages ont été changés, et que les protagonistes chinois restants sont désormais en majeure partie des traîtres ou des despotes, malgré le contre-exemple positif d'une jeune Chinoise héroïque vivant en Occident. Pierre Haski y voit le regret de la Chine de n'être pas parvenue à étendre son soft power par le biais de l'adaptation produite par Tencent, soumise à la censure et à la moindre influence internationale.